# نيد يوست
نيد يوست (بالإنجليزية: Ned Yost)‏ هو لاعب كرة قاعدة أمريكي، ولد في 19 أغسطس 1955 في يوريكا في الولايات المتحدة.

## وصلات خارجية
- نيد يوست على موقع دوري كرة القاعدة الرئيسي (الإنجليزية)
- نيد يوست على موقعبيزبول رفرنس.كوم (الدوري الرئيسي) (الإنجليزية)
- نيد يوست على موقعبيزبول رفرنس.كوم (الدوري الثانوي) (الإنجليزية)
- نيد يوست على موقع إي إس بي إن.كوم (أم.أل.بي) (الإنجليزية)
- نيد يوست على موقع مشجعي الرسوم البيانية (الإنجليزية)
- نيد يوست على موقع قاعة ميسوري للمشاهير الرياضية (الإنجليزية)
- نيد يوست على موقع إن إن دي بي (الإنجليزية)